# Stanisław Emeryk Ostrowski
Stanisław Emeryk Ostrowski herbu Leliwa (zm. przed 28 marca 1788) – sędzia grodzki winnicki, horodniczy bracławski, starosta buczniowski.

## Życiorys
Żonaty z Krystyną Czarnocką secundo voto Teleżyńską, miał syna Michała.
Konsyliarz konfederacji Czartoryskich w 1764 roku. 